# Callistoleon
Callistoleon är ett släkte av insekter. Callistoleon ingår i familjen myrlejonsländor.
Kladogram enligt Catalogue of Life:
| Callistoleon | \| \| Callistoleon erythrocephalus \| \| \| \| \| \| Callistoleon illustris \| \| \| \| \| \| Callistoleon manselli \| \| \| \| |
|              | \| \| Callistoleon erythrocephalus \| \| \| \| \| \| Callistoleon illustris \| \| \| \| \| \| Callistoleon manselli \| \| \| \| |
|              | Callistoleon erythrocephalus |
|              | |
|              | Callistoleon illustris |
|              | |
|              | Callistoleon manselli |
|              | |